# Boden-tó
A Boden-tó vagy gyakran Bodeni-tó, másként Konstanzi-tó (németül Bodensee, franciául Lac de Constance, latinul Lacus Brigantinus) édesvizű tó Ausztria, Németország és Svájc határán az Alpok északi lábánál. Közép-Európa harmadik legnagyobb tava a Balaton és a Genfi-tó után.

## Fekvése
A tó a svájci és sváb-bajor fennsíkok között fekszik. Németország Baden-Württemberg tartománya, Ausztria Vorarlberg tartománya és Svájc Sankt Gallen, Thurgau és Schaffhausen kantonja határolja. Hosszabb (69 km) tengelye délkeletről északnyugat felé halad. Északi ujj alakú nyúlványa az Überlingeni-tó (Überlinger See). Északnyugati részén egy 4 km hosszú Rajna-meder csatolja hozzá a kisebb Zelli- vagy másként Alsó-tavat (Zellersee avagy Untersee).
Jobbára dombos vidék veszi körül, csak déli oldalán láthatók messziről a Sentis-csoport és a Rätikon hóval borított csúcsai.

## Vize

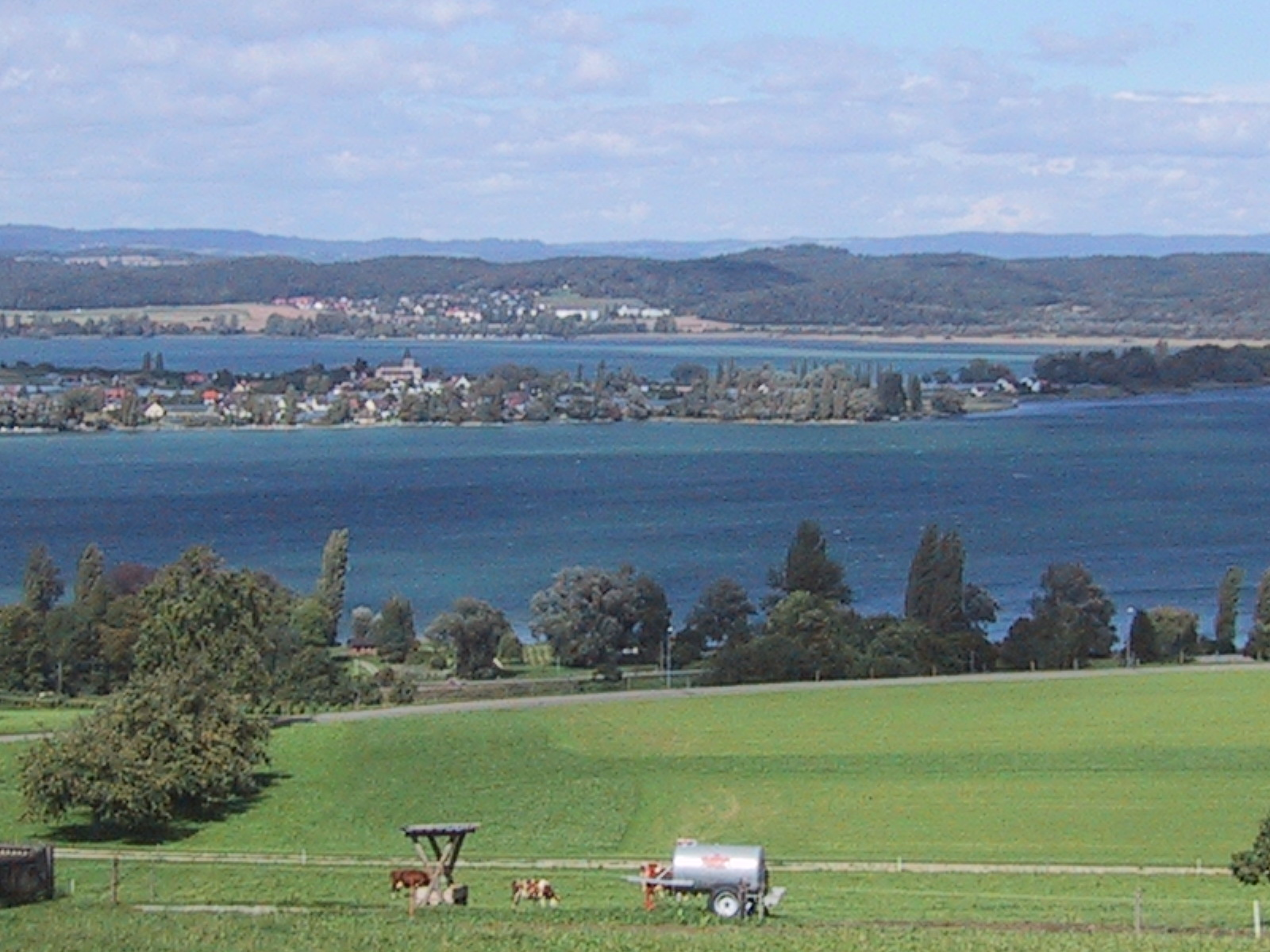
Reichenau szigete az Alsó-tóban

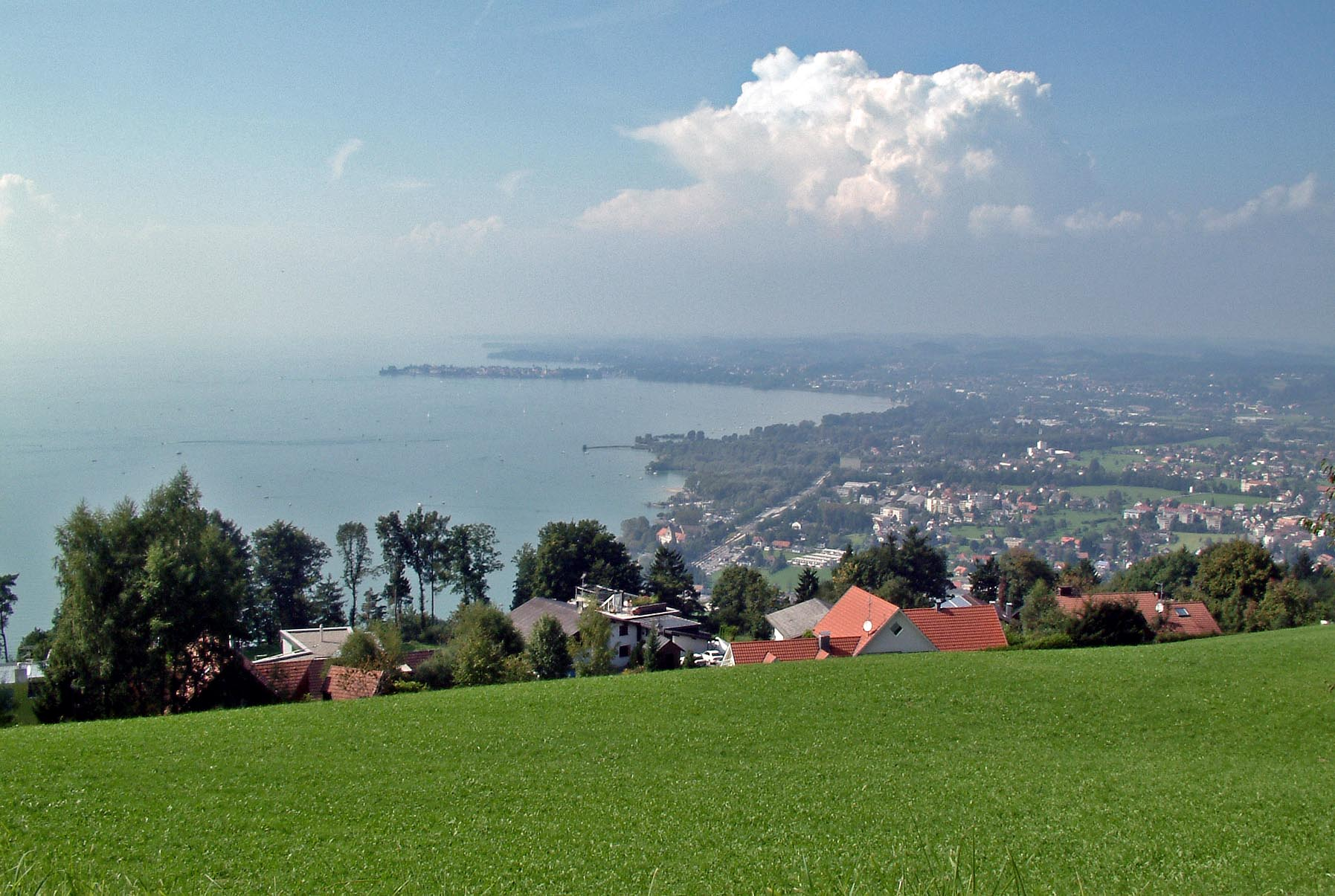
A tó Bregenznél

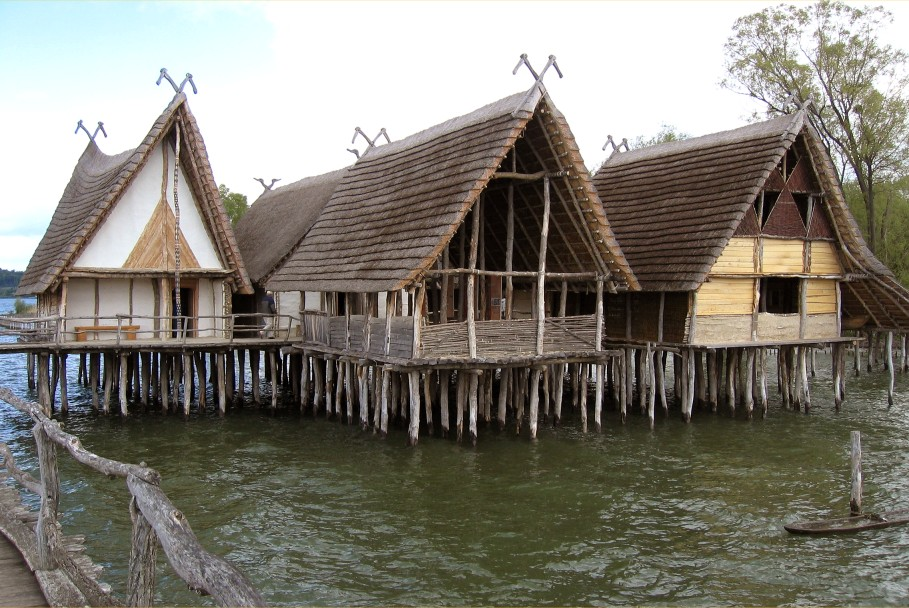
Rekonstruált bronzkori cölöpházak

Vizét főleg a Rajnából kapja, amely egykor Rheinecknél torkollott bele, most azonban 4 és fél kilométerrel távolabb ömlik a tóba, mert az Alpokból lehordott üledéke a partot feltöltötte, mintegy 4 km hosszú és ugyanolyan széles, részben mocsaras és nádas lapályt alkotott. A tó lefolyása valamikor a Duna felé volt, később azonban az Überlingeni-tavon át a Rajnába nyitott utat magának.[forrás?]
A víz színe világos-zöldes. Hóolvadáskor gyakran hirtelen 2-3 méternyit árad. Akárcsak a Genfi-tavon és a Balatonon, itt is tapasztalható a vízlengés (seiche) jelensége: a környék lakói ezt Rinnen-nek vagy Ruhss-nak hivják. Főn idején felszíne erősen hullámzik. A nagy tó felülete ritkán, északnyugati nyúlványai gyakrabban befagynak.
Legnagyobb mélysége Arbon és Friedrichshafen között van (254 m).
A Rajna medre Jakob Hörnlimann mérnök mérései szerint még 10 km-es távolságban is észrevehető a tóban. Kezdetben 600 m széles és 70 m mély, de a tó végében felére keskenyedik, és csak 7 m mély.
A Boden-tó egyéb mellékvizei az Argen, a Schussen, a bregenzi Aache, Dornbirn, a Friedrichshafen és a Steinach; az Überlingeni tóba szalad az uhldingeni Aach és a Stockach.

## Gazdasági jelentősége
A tó és vízgyűjtő területe értékes természeti táj. Jelentős gazdasági térség. A tóhoz vezető vasutak kiépültek. Rendkívül élénk a forgalom rajta. Idegenforgalma kiemelkedő: évente kb. 6 millió vendégéjszakát töltenek itt el. A tó vizéből 4 millió embert látnak el még a messzi Baden-Württembergben is.
A tavat környező dombokat szőlők, rétek, gyümölcsösök, szántóföldek tarkítják.
26-féle hal él benne: legfontosabbak a nagy harcsák (50–60 kg súlyúak), a tavi pisztráng, a menyhal és különösen a Coregonus wartmanni.

## Története
A tóban ókori cölöpépítmények maradványaira akadtak.
A Német-római Birodalom örökségeként a tavon sohasem az államok húzták meg a német, az osztrák és svájci államhatárt, mindig a tartományoknak és a kantonoknak kellett megegyezniük a közös használatról.
A tóparti Friedrichshafen elsősorban a Zeppelin léghajók révén vált ismertté.